# Сосенка (Липецкая область)
 Со́сенка  — деревня Малобоевского сельсовета Елецкого района Липецкой области.

## География
Сосенка находится в южной части Елецкого района, в 17 км к югу от Ельца. Располагается в верховьях реки Паниковец.

## История
Впервые Сосенка (Бутырки) упоминается в «Списке населённых мест» Елецкого уезда Орловской губернии 1866 года. Отмечается как «деревня казённая, 19 дворов, 32 жителя». Прежнее название — от слова бутырки — «селитьба, отделённая от общего поселения, дом на отшибе, особняком».
В 1905 году деревня Сосенка отмечается в приходе церкви Смоленской иконы Богородицы села Богородицкое-Стрельниково.
По переписи населения СССР 1926 года в Сосенке 33 двора и 196 жителей.

## Население
| 2010 |
| ---- |
| 42   |

## Транспорт
Сосенка связана грунтовой дорогой с деревней Малая Боёвка.
В 4,5 км к северо-востоку находится железнодорожная станция Хитрово линии Елец — Касторная ЮВЖД.